# Vrsi
Vrsi (olaszul: Verchè) falu és község Horvátországban Zára megyében. Közigazgatásilag Poljica tartozik még hozzá.

## Fekvése
Zára központjától légvonalban 16 km-re, közúton 22 km-re északra, Nintől 5 km-re északkeletre, Dalmácia északi részén, a Pag-sziget felé, északnyugati irányba benyúló azonos nevű félszigeten fekszik. Nevét is a fekvése alapján kapta, amely a „vrh” (hegy) főnév többes számú alakjából (vrhovi vagy vrsi) származik és arra utal, hogy a tenger fölé emelkedő hegyes-dombos területre települt. Harminc kilométer hosszú szép és tagolt tengerpartja bővelkedik a természetes kis öblökben és strandokban. Vrsi területéhez még két sziget is tartozik, Mišjak és Zečevo. Vrsi a régi településközpont mellett még két lakott parti részből áll. Ezek Vrsi-Mulo és Vrsi-Zukve, mindkettő a Nini-öböl partján fekszik.

## Története
A település kedvező fekvésének és éghajlatának köszönhetően az ember már tízezer éve megtelepedett ezen a vidéken. Ezt számos, a régmúltból származó régészeti lelet bizonyítja. A településtől északkeletre illír vár maradványai találhatók, délnyugatra Jasenovánál pedig római település és villagazdaság romjai kerültek elő. A horvátok ősei a 7. században érkeztek ide és az ókori maradványokon felépítették Jasenovo, Vrsi, Sveti Toma és Seline középkori településeket. Vrsi települést 1387-ben, majd 1488-ban említik írott forrásban. A 14. század végétől velencei uralom alatt állt. A 16. és 17. század velencei-török háborúiban 1570-ben Jasenovo, Vrsi, Sv. Toma és Seline is elpusztult, de a török kiverése után közülük csak Vrsit építették újjá. Az egyházi anyakönyvek tanúsága szerint új lakóinak többsége Ravni kotar, Bukovica és Lika vidékéről települt ide. Az első ismert népesség számlálás 1603-ban volt, ennek során Vrsinek 100 lakosa volt. Ezt követően a lakosság száma folyamatosan nőtt. A 18. század végén Napóleon megszüntette a Velencei Köztársaságot. 1797 és 1805 között Habsburg uralom alá került, majd az egész Dalmáciával együtt a Francia Császárság része lett. 1815-ben a bécsi kongresszus újra Ausztriának adta, amely a Dalmát Királyság részeként Zárából igazgatta 1918-ig. 1857-ben 440, 1910-ben 790 lakosa volt. Ezt követően előbb a Szerb-Horvát-Szlovén Királyság, majd Jugoszlávia része lett. 2006 óta Vrsi önálló község, amelyhez a szomszédos Poljica is hozzá tartozik. 2011-ben 1627 lakosa volt.

## Lakosság
| Lakosság változása | Lakosság változása | Lakosság változása | Lakosság változása | Lakosság változása | Lakosság változása | Lakosság változása | Lakosság változása | Lakosság változása | Lakosság változása | Lakosság változása | Lakosság változása | Lakosság változása | Lakosság változása | Lakosság változása | Lakosság változása |
| ------------------ | ------------------ | ------------------ | ------------------ | ------------------ | ------------------ | ------------------ | ------------------ | ------------------ | ------------------ | ------------------ | ------------------ | ------------------ | ------------------ | ------------------ | ------------------ |
| 1857               | 1869               | 1880               | 1890               | 1900               | 1910               | 1921               | 1931               | 1948               | 1953               | 1961               | 1971               | 1981               | 1991               | 2001               | 2011               |
| 440                | 414                | 547                | 559                | 623                | 790                | 960                | 985                | 1.381              | 1.471              | 1.479              | 1.422              | 1.249              | 1.633              | 1.508              | 1.627              |

## Nevezetességei
- A Szent Tamás templom a településtől 1 km-re keletre a Poljica felé vezető út mellett az az azonos nevű középkori településen (Sv. Toma) állt, amely valószínűleg róla kapta a nevét. Ma csak alapfalai láthatók. A templom a 13. században épült háromkaréjos alakban. Erről az 1961-ben végzett ásatások alkalmával bizonyosodtak meg. Teljes megújítása a közeljövőben várható.[3]
- A Szent Jakab templom[6] a középkori Seline vagy Zloušane területén található. Az egyhajós épület a 11. század végén vagy a 12. század elején egy római villa alapjain épült. Körülötte számos középkori sírt tártak fel, mert itt egykor temető volt. Belsejében egy kőből készített oltár található. A templomot teljesen felújították, misét azonban csak a nyári szezonban vasárnap esténként tartanak benne.[3]
- Szent Lőrinc tiszteletére szentelt temploma[7] egyhajós, az egykori Jasenovo falu temploma volt. A 13. században épített templomnak sajnos mára csak a csupasz falai maradtak. A feltárás során itt sírokat nem találtak. Ennek az az oka, hogy a faluban még egy templom is működött, amelyet Szent Mihály tiszteletére szenteltek.[3]
- A Szent Mihály templom már a 10. században állt Jasenovo faluban és köréje temetkeztek a helyi hívek a Szent Lőrinc templom felépítése után is. 1951-ben a temető bővítése és falának építése során sajnálatos módon lebontották. Alapfalai a régi vrsi temetőben a föld alatt találhatók.[3]
- Vrsi központjában áll a település Szent Mihály tiszteletére szentelt plébániatemploma. A templom egyhajós épület, a 17. század végén és a 18. század elején épült a török korban lerombolt régi templom maradványain. 1775-ben, 1831-ben, 1904-ben, 1988-ban és 1997-ben bővítették, illetve megújították. Főoltárának képén a Szűzanya gyermekével, valamint Szent Mihály és Szent Rókus ábrázolása látható. A falak mellett Szent Mihály, Jézus Szíve, a Lourdes-i Szűzanya és Szent Miklós szobrai ékesítik. A jobb oldalon a bejárat mellett gazdagon faragott kő szenteltvíztartó és keresztelőmedence található. Az északi falon egy nagy benyomást keltő fából faragott feszület van elhelyezve. A sekrestyében őriznek egy értékes, gazdagon díszített ezüst körmeneti keresztet. A templom védőszentjének ünnepe (szeptember 29.) egyben a falu búcsúünnepe is, amikor a plébániatemplomból körmenet indul a szent szobrával a falu utcáin át.[2][3]
- A Jasenovoi Boldogasszony templomot annak emlékére építették, hogy ezen a helyen 1516. április 21-én Szűz Mária megjelent Jelena Grubišićnek. A templomot 1983-ban teljesen felújították, ekkor épült harangtornya is, melyben egy harang található.[3] A templomban egy szembemiséző oltár valamint a Boldogasszony és Szent Nikola Tavelić szobrai találhatók.
- A községhez tartozó Zečevo szigetén is állt egy kis templom.[8] amelyet 1335-ben említenek először. A templom mellett kolostor is állt, melyet a törökök romboltak le. A Szűzanya itteni szobrát még időben Ninbe menekítették, ahol több legenda is született a szobor csodás megérkezéséről. A szobrot ma minden évben egy alkalommal ünnepélyes hajókísérettel átviszik a szigetre. Ünnepét Ninben május 5-én, Zečevón augusztus 5-én tartják.[3]
- Vrsi központjában 2007-ben kápolnát építettek, amelyet azon a helyen emeltek, ahol a hagyomány szerint 1919-ben az elődje állt.[3] A helyiek naponta hoznak ide virágokat a Szűzanya, Szent Antal és Szent Mihály tiszteletére, akiknek a szobra, illetve képei a kápolnában vannak elhelyezve.